# かわむらあきお
かわむら あきおは、日本のアニメーター、演出家。本名は河村 明夫（かわむら あきお）。キティ・フィルム三鷹スタジオ出身で現在はフリー。

## 参加作品

### テレビアニメ
- うる星やつら（1981年版）（1985年、原画）
- カリフォルニア・クライシス　追撃の銃火（1986年、原画）
- ホワッツマイケル2（1988年、原画・エンディング原画）
- 美味しんぼ（1988年 - 1992年、作画監督）
- おぼっちゃまくん（1989年 - 1992年） 作画監督）
- 剣勇伝説YAIBA（1993年、作画監督）
- 楽しいウイロータウン（1993年 - 1994年、作画監督）
- レッドバロン（1994年 - 1995年、作画監督）
- ルパン三世 燃えよ斬鉄剣（1994年、原画）
- 魔法騎士レイアース（1994年 - 1995年、作画監督）
- ルパン三世 ハリマオの財宝を追え!!（1995年、原画）
- バーチャファイター（1995年 - 1996年、作画監督）
- 神秘の世界エルハザード（1995年 - 1996年、作画監督）
- 名探偵コナン（1996年 - 、サブキャラクターデザイン・絵コンテ・作画監督・原画）
- セイバーマリオネットJ（1996年 - 1997年、作画監督）
- みどりのマキバオー（1996年 - 1997年、作画監督）
- バトルアスリーテス大運動会（1997年 - 1998年、絵コンテ・演出）
- BØY（1997年、作画監督）
- マッハGoGoGo（第2作）（1997年、作画監督）
- るろうに剣心 -明治剣客浪漫譚-（1996年版）（1997年、作画監督）
- プリンセスナイン 如月女子高野球部（1998年、作画監督）
- 南海奇皇（1998年、作画監督）
- スーパードール★リカちゃん（1998年 - 1999年、作画監督）
- GTO（1999年 - 2000年、作画監督）
- 陽だまりの樹（2000年、作画監督）
- サイボーグクロちゃん（2000年、絵コンテ・演出・作画監督）
- へろへろくん（2000年 - 2001年、作画監督）
- 学校の怪談（2000年 - 2001年、作画監督）
- 魔法少女猫たると（2001年、作画監督）
- オフサイド（2001年 - 2002年、作画監督）
- 超GALS!寿蘭（2001年 - 2002年、作画監督）
- フルメタル・パニック!（2002年、作画監督）
- 天使な小生意気（2002年 - 2003年、絵コンテ・演出・作画監督）
- 東京ミュウミュウ（2002年 - 2003年、作画監督）
- ママとコウメ（2002年 - 2003年、作画監督）
- 高橋留美子劇場（2003年、デザインワークス・絵コンテ・演出・作画監督）
- 高橋留美子劇場 人魚の森（2003年、作画監督）
- 探偵学園Q（2003年 - 2004年、作画監督）
- 爆裂天使（2004年、作画監督）
- BLEACH（2005年 - 2011年、絵コンテ・作画監督・原画・ED原画）
- メジャー（第2シリーズ）（2005年 - 2006年、作画監督）
- 甲虫王者ムシキング 森の民の伝説（2005年、原画）
- エンジェル・ハート（2005年、原画）
- 格闘美神 武龍（2005年 - 2006年、作画監督）
- 格闘美神 武龍 REBIRTH（2006年、作画監督）
- すもももももも 地上最強のヨメ（2006年 - 2007年、作画監督）
- 家庭教師ヒットマンREBORN!（2006年 - 2008年、作画監督）
- TYTANIA -タイタニア-（2008年、絵コンテ）
- 乃木坂春香の秘密 ぴゅあれっつぁ♪（2009年、作画監督補佐）
- 神様はじめました（2012年、作画監督・原画）
- まおゆう魔王勇者（2013年、作画監督）
- 宇宙兄弟（2013年、作画監督）
- 名探偵コナン 江戸川コナン失踪事件 〜史上最悪の2日間〜（2014年、作画監督）
- 実は私は（2015年、作画監督）
- VALKYRIE DRIVE -MERMAID-（2015年、作画監督）
- 最弱無敗の神装機竜（2016年、作画監督）
- ヒナまつり（2018年、作画監督）
- うちタマ?! 〜うちのタマ知りませんか?〜（2020年、原画）
- ゾンビランドサガ リベンジ（2021年、作画監督）
- アオアシ（2022年、作画監督）
- Opus.COLORs（2023年、作画監督）
- 天国大魔境（2023年、作画監督）
- アンデッドガール・マーダーファルス（2023年、作画監督）
- 怪獣8号（2024年、作画監督）
- キン肉マン 完璧超人始祖編（2024年 - 2025年、作画監督）
- 全修。（2025年、作画監督）

### 劇場アニメ
- ぽこぽんのゆかいな西遊記（1990年、原画）
- ドラミちゃん ハロー恐竜キッズ!!（1993年、原画）
- 名探偵コナンシリーズ
  - 名探偵コナン 時計じかけの摩天楼（1997年、サブキャラクターデザイン・作画監督）
  - 名探偵コナン 14番目の標的（1998年、レイアウト・原画）
  - 名探偵コナン 天国へのカウントダウン（2001年、作画監督[1]）
  - 名探偵コナン ベイカー街の亡霊（2002年、レイアウト）
  - 名探偵コナン 銀翼の奇術師（2004年、原画）
  - 名探偵コナン 水平線上の陰謀（2005年、作画監督補・レイアウトチェッカー）
  - 名探偵コナン 探偵たちの鎮魂歌（2006年、作画監督補・レイアウトチェッカー）
  - 名探偵コナン 紺碧の棺（2007年、演出）
  - 名探偵コナン 戦慄の楽譜（2008年、作画監督補・レイアウトチェッカー）
  - 名探偵コナン 漆黒の追跡者（2009年、作画監督補・レイアウトチェッカー）
  - 名探偵コナン 天空の難破船（2010年、原画）
  - 名探偵コナン 沈黙の15分（2011年、作画監督）
  - 名探偵コナン 11人目のストライカー（2012年、作画監督）
  - 名探偵コナン 絶海の探偵（2013年、作画監督）
  - 名探偵コナン 異次元の狙撃手（2014年、作画監督）
  - 名探偵コナン 業火の向日葵（2015年、作画監督）
  - 名探偵コナン 純黒の悪夢（2016年、作画監督補佐）
  - 名探偵コナン から紅の恋歌（2017年、原画[2]）
  - 名探偵コナン 緋色の弾丸（2021年、作画監督[3]）
  - 名探偵コナン ハロウィンの花嫁（2022年、作画監督[4]）
- 劇場版BLEACHシリーズ
  - 劇場版BLEACH The DiamondDust Rebellion もう一つの氷輪丸（2007年、作画監督）
  - 劇場版BLEACH Fade to Black 君の名を呼ぶ（2008年、作画監督）

### OVA
- 天地無用! 魎皇鬼 (第二期)（1994年 - 1995年、作画監督）
- レイアース（1997年、作画監督補佐）
- 青山剛昌短編集2（1999年、原画）
- チャレンジ6年生presentu6年バッチリスタートDVD 夢のチカラ 情熱サッカー編 （2009年、作画監督）